# 六道骸
六道骸（ろくどう むくろ，Rokudō Mukuro），是日本漫畫和動畫作品《家庭教師HITMAN REBORN!》的虛構角色，也是本作的主要角色之一，是彭哥列家族的第十代霧之守護者，暫代的霧之守護者是庫洛姆·髑髏。死氣炎屬性波動為"霧"，代表顏色為"靛"。

## 人物
波動屬性為「霧」，是名術師。來自沒落的艾斯托拉涅歐家族，曾被走投無路的家族進行人體實驗，因而憎恨並試圖毀滅黑手黨，雖然本人聲稱不會加入家族，但目前仍隸屬於彭哥列家族。
特徵是鳳梨般的髮型、對他而言，禁語是說他的頭髮很像「鳳梨」。於瞳孔浮現數字（平時為六）的紅色右眼，以及kufufu的笑聲。由於被進行人體試驗後成功的存活下來，因而諷刺地擁有了強大的特殊能力「六道輪迴」，以及只要用武器傷到他人就可附身在對方身上的「附身彈」。
個性偏向冷酷無情，但內心不為人知的情感有時會表現出來。某些方面相當隨性的人，當初選擇黑曜中學是因為制服比較好看。是真正的彭哥列第十代霧之守護者，只是戒指由庫洛姆代為持有（為了讓庫洛姆自己產生臟器）。在十年後的世界是世上最強的幻術師。

## 劇中表現
VS黑曜篇
因為過往經歷對黑手黨抱持恨意，想要佔據在黑手黨中擁有最高地位的彭哥列家族未來首領澤田綱吉的身體，以毀滅黑手黨。在與阿綱戰鬥失敗被其用大空火炎淨化黑暗鬥氣後，和柿本、犬被「復仇者」帶走，在復仇者的監獄裡再度試圖逃獄，然而骸為了讓柿本千種與城島犬兩人成功逃脫而被關進最下層水牢嚴密看管，只能藉由精神世界得到外界消息。在此之中遇見庫洛姆，幻化出內臟維持庫洛姆生命，並利用她的身體得以到現實世界活動。
VS瓦利亞篇
以保護逃獄成功的柿本千種與城島犬為交換條件，接受澤田家光給他的的霧之半彭哥列戒指，成為彭哥列的霧之守護者。常常附身在庫洛姆身上在遠處觀看比賽（雨之戰時曾出現霧被雲雀恭彌發現），霧之戰實體化以自己的樣子出現在眾人面前並且打贏霧之戰，但因為太過勉強自己（實體化相當耗費力氣）所以需要大量時間休養。由庫洛姆持有霧之彭哥列戒指。
未來篇
- 未來篇

依然被囚在水牢之中。留有長髮。擁有兩枚地獄戒指，其中一枚是『地獄之眼』。附身在逃獄的古伊德>葛雷柯並潛入米爾菲歐雷家族，將米爾菲歐雷家族的資料傳回到雲雀的電腦。曾附身在米爾菲歐雷家族古羅的匣子—雨梟，並命名為「骸梟」。在黑曜一戰中幫助庫洛姆打敗古羅。
- 未來篇X

被白蘭識破身份後與之戰鬥，但受了重傷，無法維持庫洛姆的內臟幻覺，令庫洛姆陷入瀕死狀態。一度被認為被白蘭殺掉，但復仇者牢獄並沒有他的死亡名單。而在選擇遊戲中阿綱一行人撤退之時，為了保護優尼不落入白蘭手裡，再度出現幫助彭哥列。
- 未來決戰篇

在十年後的世界是世上最強的幻術師，已被徒弟弗蘭和十年後的黑曜眾給救出。和弗蘭、千種、犬、M‧M與瓦利亞趕到最終決戰之地救援阿綱及其守護者，並用幻覺騙過真六弔花。
拿到庫洛姆為他保管的霧之彭哥列戒指和霧之彭哥列匣，而開啟彭哥列匣，使骸梟型態變化成D‧斯佩德的魔鏡視察Ghost，但卻發現Ghost不是人，只是現象。最後因阿綱領悟出覺悟而出現的彭哥列一世令七枚彭哥列戒指解除封印，得到原版霧之彭哥列戒指。
繼承式篇
在庫洛姆被斯佩德解除控制破壞內臟之時出現並跟其戰鬥，並以最強的覺悟點燃火炎，將彭哥列戒指升級成霧之耳環Ver.X。並將霧梟型態變化，變成一支末梢有尖刺的錫杖,錫仗前端可以伸長來攻擊對手，也能召喚出無數的眼睛，當敵人踩到眼睛時就會陷入其強大的幻覺中。
當D‧斯佩德使出紙牌的幻覺召喚出庫洛姆、犬、千種、M>M及弗蘭來影響他對夥伴的感情時，絲毫不猶豫的就將五人的幻覺連同斯佩德的本體一起刺穿並獲勝，因為他認為他們不是夥伴，是自己。但要回到自己身體時發現自己的身體已被D‧斯佩德所佔據，擊敗D‧斯佩德後才終於返回。且因為阿綱和復仇者所定下之協議而成功出獄。
繼承式篇後
繼承式篇結束後去尋找10年前的弗蘭當做新戰力，結果與弗蘭的初次見面被弗蘭誤以為是「鳳梨精」（妖精），一度憤怒得想宰了弗蘭被千種攔下。與S‧斯誇羅相互推脫後被弗蘭選擇跟隨。
彩虹的詛咒篇
受阿爾柯巴雷諾之一的「威爾帝」委託，成為威爾帝的代理人進行戰鬥。與犬、千種、Ｍ‧Ｍ於澤田家現身，並且對阿綱提出戰帖。因與威爾帝搭檔組合，被稱為：「天才科學家與前．逃獄犯」之稱。
把庫洛姆由黑曜中學轉到並盛中學。阿綱等人都認為庫洛姆由於對骸已經沒有了利用價值了，所以被拋棄。表面稱已經不喜歡現在的庫洛姆，期待庫洛姆能夠覺悟成為真正的士兵，在此之前拜託阿綱好好照顧庫洛姆。
在第一回擊敗五人，被視為最具威脅之組，弗蘭正式被列為其隊員之一。第三回時，面對強勢襲來的三名復仇者，與阿綱聯手進行戰鬥，黑曜眾與彭哥列眾展現出意外良好的默契。其後所有殘餘的隊伍更是組成了對付百慕達的同盟。

## 技能

### 招式
六道輪迴骸在受到人體實驗後得到的能力；當骸切換能力時，右眼瞳孔也會隨即浮現不同的數字，每個數字所代表的能力如下表所示。
一、地獄道使人產生幻覺造成對方精神損傷，當幻覺過於真實，甚至可給予對方物理傷害。
二、餓鬼道任意使用附身對象本身的能力。
三、畜生道召喚出令人致死的有毒生物，但在不完全的情況下任何動物都可能被召喚出來。
四、修羅道眼睛冒出鬥氣，提升格鬥能力。
五、人間道自體內散發出黑色的鬥氣，無論是速度或威力都有顯著的提升，威力與修羅道相比更為強大，但也是最危險的一道，非到危急骸也不樂於使用。
六、天界道操控簽訂契約者意識，常以此操控敵人親友，對對手造成心靈上的打擊。日常生活中，骸的右眼也都是浮現「六」。
幻術
術師的基本技能，作用於對手的大腦，干擾視野，覺得事情正在發生，但在現實中沒有發生。能帶來肉体上的痛苦。
有形幻覺
是幻術的強化版，將無實體的幻覺轉為有實體的幻象，也能將有實體的幻覺轉換為無實體的幻覺，藉此混淆敵人的判斷力。
霧之幕簾
霧屬性火焰形成的圍欄，封鎖敵方行動。D·斯佩德控制庫洛姆時使用。此招式被擊破時，施術者生命會大幅減少甚至死亡。
現幻限獸 喰骸鴉
寫法是「現限獸 喰骸鴉」以及「現幻獸 喰骸鴉」，其中「限」、「幻」小字並列。
骸與弗蘭的合體技，弗蘭使出「現限獸 喰骸鴉」，骸使出「現幻獸 喰骸鴉」。
使用威爾帝創造的「幻覺實體化裝置」，創造大量烏鴉吃掉敵人，化為肉片四散。
弗蘭昏迷時骸可以獨立施展，但威力只有一半。
現幻限獸 六無夢骸鴉
寫法是「現限獸 六夢骸鴉」以及「現幻獸 六無骸鴉」，其中「限」、「幻」小字並列，「夢」、「無」小字並列。
骸與庫洛姆的合體技，庫洛姆使出「現限獸 六夢骸鴉」，骸使出「現幻獸 六無骸鴉」。
使用威爾帝創造的「幻覺實體化裝置」，創造六隻大烏鴉，頭上各有一至六的數字，散發出大量火焰，能消除復仇者的攻擊及撕掉復仇者的手臂。

### 武器
三叉戟
配合「天界道」跟「附身彈」共同使用，也是平常打鬥的主要武器。
庫洛姆持有時是維持內臟幻術的重要武器，損壞時內臟會消失。
D>斯佩德的魔鏡

彭哥列齒輪之霧之耳環Ver.X
因彭哥列戒指升級，戒指所選擇最適合守護者能力的型態，是由動物戒指「骸梟」和彭哥列戒指之霧戒的融合。
繼承式篇後因骸出獄所以由六道骸持有。
錫杖彭哥列戒指升級後，由三叉戟進化而成。
幻覺實體化裝置（手套）威爾帝製造，能將幻術實體化，大幅增強攻擊。不受常規所限的真實幻覺，創造出有生命的怪物。

### 戒指
73戒指（彭哥列戒指）
屬性霧，精緻度S，未來篇的十年後因打碎而不存在，屬於73戒指的一部份。
繼承式篇被打碎，經彭哥列雕金師塔爾波之手，將動物戒指與彭哥列I世的血「罰」加入後復活並版本升級。
繼承式篇後因骸出獄所以由骸繼續持有。
動物戒指－骸鷹／骸梟（霧貓頭鷹）
未來篇VS真六弔花結束之後，回到十年前（原故事時間），未來的阿爾柯巴雷諾贈與的禮物，是彭哥列匣的戒指版本。
繼承式篇與霧的彭哥列戒指融合並版本升級。
地獄戒指 - 地獄之眼
屬性霧，精緻度?，形狀是瞳孔狀。被眼珠瞪視的人會令身體僵硬、喪失思考能力。而且它是兇猛的肉食戒指，可以一分鐘內把如同大象一般的肉塊給吞食掉。
地獄戒指 - 失樂之霹靂
屬性霧，精緻度?，形狀是周圍帶刺，中間鑲嵌著藍色的寶石。六道骸用其召喚過藤蔓攻擊別人。

### 匣子
地獄匣 - 霧 - ?
10年後六道骸與白蘭作戰時所使用，外觀與眼珠眼相似，但被白蘭所破壞。
動物匣 - 雨→霧 - 骸鷹／骸梟
古羅>基西尼亞的副匣「雨梟」被六道骸附身後轉變成霧屬性的梟，稱之為「骸梟」，現歸庫洛姆所有，但無法收進匣子。
彭哥列匣 - 霧 - 骸鷹／霧梟Ver.V
可轉換形態變身成初代霧之守護者最強的武器「被歌頌為無法補捉實體的幻影的D‧斯佩德的魔鏡」，能夠把強大的幻術給看透，還能分析敵人的特質，但是10年後的骸分析Ghost的本質時，判斷Ghost只是一種現象。

## 角色歌曲
《Sakura addiction／雲雀恭弥 vs 六道骸》（六道骸編）
| - 發售日：2007年11月7日 - 發行商：PONY CANYON - 商品編號：PCCA-70202 - Oricon排名：最高名次第7名 | 曲目一覽 1. Sakura addiction（雲雀恭弥 vs 六道骸） - 演唱：近藤隆（雲雀恭彌），飯田利信（六道骸） - 作詞：向井隆昭，作曲：向井隆昭、道本卓行，編曲：SPLAY 2. クフフのフ~僕と契約~（六道骸） - 演唱：飯田利信（六道骸） - 作詞：須賀正人，作曲、編曲：山崎一稔 3. Sakura addiction（Inst.） 4. クフフのフ~僕と契約~（Inst.） 5. Sakura addiction（六道骸獨唱版） |

《消えない願い／セツナノキオク》
| - 發售日：2009年3月4日 - 發行商：PONY CANYON - 商品編號：PCCG-70035 - Oricon排名：最高名次第13名 | 曲目一覽 1. 消えない願い - 演唱：飯田利信（六道骸） - 作詞／作曲／編曲：向井隆昭 2. セツナノキヲク - 演唱：明坂聰美（[[庫洛姆>髑髏]]） - 作詞：永井信行、田形美喜子，作曲：ムラマツテツヤ，編曲：EQ 3. 消えない願い（Inst.） 4. セツナノキヲク（Inst.） |

《記憶の果て／涙の温度》
| - 發售日：2009年12月16日 - 發行商：PONY CANYON - 商品編號：PCCG-70062 - Oricon排名：最高名次第16名 | 曲目一覽 1. 記憶の果て（六道骸） - 演唱：飯田利信（六道骸） - 作詞／作曲／編曲：向井隆昭 2. 涙の温度（[[庫洛姆>髑髏]]） - 演唱：明坂聰美（[[庫洛姆>髑髏]] - 作詞：齊藤恵 - 作曲／編曲：洞澤徹 3. 記憶の果て（Inst.） 4. 涙の温度（Inst.） |